# نینو لما
نینو لما (انگلیسی: Nino Lema؛ زادهٔ ۱۲ سپتامبر ۱۹۶۴) بازیکن فوتبال اهل اسپانیا است.
از باشگاه‌هایی که در آن بازی کرده‌است می‌توان به باشگاه فوتبال اسپانیول، باشگاه ورزشی رئال مایورکا، باشگاه فوتبال رایو وایکانو، باشگاه فوتبال سلتاویگو، و باشگاه ورزشی تنریف اشاره کرد.